# جائحة فيروس كورونا في أبخازيا
في 7 فبراير 2020، تأكد من وصول جائحة فيروس كورونا 2019 إلى أبخازيا.

## خلفية
في 12 يناير 2020، أكدت منظمة الصحة العالمية (WHO) أن فيروس كورونا المستجد كان سبباً لمرض تنفسي لمجموعة من الأشخاص في مدينة ووهان، مقاطعة خوبي، الصين والذي أٌبلغت به منظمة الصحة العالمية في 31 ديسمبر 2019.
كانت معدل الوقبات الناجمة عن كوفيد-19 أقل بكثير من معدل وفيات فيروس سارس في 2003، ولكن كانت نسبة انتقال العدوى أكبر بكثير، بإجمالي عدد وفيات ملحوظ.

## الخط الزمني

### 20 مارس
في 30 مارس، تأكدت الحالة الأولى لشخص وصل من موسكو، روسيا. ومع ذلك، جرى الفحص في زوغديدي، جورجيا، حيث يُعالج المريض. فلم يكن لدى أبخازيا نفسها أي حالات مؤكدة في ذلك الوقت.

### أبريل
في 7 أبريل، تأكدت الحالة الأولى في أبخازيا. وصل المريض المصاب إلى غاغرا، أقصى مدينة في أقصى غرب جورجيا، بعدما عاد من رحلة إلى موسكو.

## الهوامش
1. ↑  أبخازيا هي موضوع نزاع إقليمي بين جمهورية أبخازيا وجورجيا. أعلنت حكومة جمهورية أبخازيا الاستقلال من جانب واحد في 23 يوليو 1992، لكن جورجيا تواصل المطالبة بها كجزء من أراضيها السيادية وتصنفها على أنها منطقة تحتلها روسيا. تلقت أبخازيا اعترافًا رسميًا كدولة مستقلة من 7 من أصل 193 دولة عضو في الأمم المتحدة، وسحبت دولة واحدة منها لاحقًا الاعتراف بها.